# North Dakota
North Dakota (Nederlands: Noord-Dakota) is een van de staten van de Verenigde Staten. De standaardafkorting voor de "Peace Garden State", zoals de bijnaam luidt, is ND. De hoofdstad is Bismarck. De bevolkingsdichtheid is laag.

## Geschiedenis
Het gebied dat nu North Dakota heet, werd oorspronkelijk bevolkt door Indiaanse volkeren als de Lakota's en de Dakota's, twee divisies van de Sioux. Lakota betekent "vriend". Aan het einde van de zeventiende eeuw, in 1682, werd de regio geclaimd door Fransen. In de achttiende eeuw werd het gebied door Europeanen verkend, die een beperkte handel opzetten met de Indianen. Een gedeelte van de staat werd door de Verenigde Staten verworven in een transactie die de Louisiana Purchase is gaan heten. De rest volgde in 1818, toen hierover een verdrag werd gesloten met de Britten. Op 2 november 1889 werden North en South Dakota formeel, als 39e en 40e, staten van de Verenigde Staten. Dankzij de komst van spoorwegen kon de staat verder gekoloniseerd worden. De economie was vanaf het begin sterk gebaseerd op landbouw, met voornamelijk tarwe, vlas en veeteelt. Later is de landbouw en bijhorende agro-industrie gekrompen en kende de staat een daling van het inwonertal in regio's die vroeger zeer belangrijk waren voor de landbouw.

### Pre-Europese geschiedenis
De vroegste bekende bevolking van het huidige North Dakota is de indianen van de Mandan. Deze woonden vanaf de elfde eeuw in het gebied. Over de vroegere geschiedenis is weinig tot niets bekend. Enkele eeuwen later vestigden ook de Hidatsa's zich in het gebied. In de zeventiende eeuw splitste een groep zich af van de Hidatsa's, deze Absarokes vestigden zich meer naar het westen, maar onderhielden handelsrelaties met de Hidatsa's in North Dakota. Later kwamen ook groepen van de Dakota's zich vestigen. Een belangrijke vestiging van Mandan bestond vanaf rond 1575 op de site van het huidige Fort Abraham Lincoln State Park.

### Eerste Europese verkenningen
In 1682 werd een groot deel van het latere North Dakota door de Fransen geclaimd omdat het deel was van het grotere "Louisiana", de Franse claim op het stroomgebied van de Mississippi. Het zou meer dan een halve eeuw duren eer een Europeaan het gebied ook effectief zou bezoeken. De eerste Europeaan die het latere North Dakota bezocht, was de Fransman Pierre Gaultier de Varennes et de La Vérendrye in 1738. Hij vertrok vanuit Quebec en reisde naar het westen. Met de hulp van Assiniboins trok hij van het noordoosten naar het zuidwesten het huidige North Dakota in. Daar bereikte hij een dorp van de Mandans, waarschijnlijk in de buurt van het huidige New Town. In januari 1739 keerde La Vérendrye terug naar het meest nabije Europese uitvalsbasis: Fort La Reine, later uitgegroeid tot het stadje Portage la Prairie in Manitoba, zo'n honderd kilometer ten noorden van de huidige noordgrens van North Dakota.
In 1763 moest Frankrijk het gebied afstaan aan Spanje. North Dakota behoorde formeel tot Nieuw-Spanje en Spanje ontwikkelde een beleid voor het noordelijke gebied gericht op betere handelsrelaties met de lokale indianenstammen en een verkenning van het gebied waarbij gezocht werd naar een verbinding via waterwegen tussen de Missouri en de Grote Oceaan. Het plan werd echter niet direct uitgevoerd. Wel waren er onafhankelijke handelaars actief in het gebied. De dorpen van de Mandans speelden hierbij een belangrijke rol. Ze bevonden zich daar waar de afstand tussen de Missouri en de rivieren de afwateren naar de Hudsonbaai (zoals de rivier de Assiniboine) het kleinste was.
In 1793 vormde een groep, de Missoury Company, zich in het Amerikaanse Saint Louis met het doel om de bovenloop van de Missouri te verkennen en er handelsactiviteiten te ontplooien. Men trachtte ook een doorgang te vinden naar de Grote Oceaan, maar men bereikte slechts de monding van de Yellowstone (in Williams County, in het noordwesten van het huidige North Dakota). In 1795 werd er dan toch een Spaanse expeditie uitgestuurd naar het gebied, de Mackay-Evansexpeditie. Men volgde de Missouri stroomopwaarts en bereikte ook het huidige North Dakota, waar men verschillende Britse handelaars verjoeg van het Spaanse grondgebied. 

### Amerikaans grondgebied

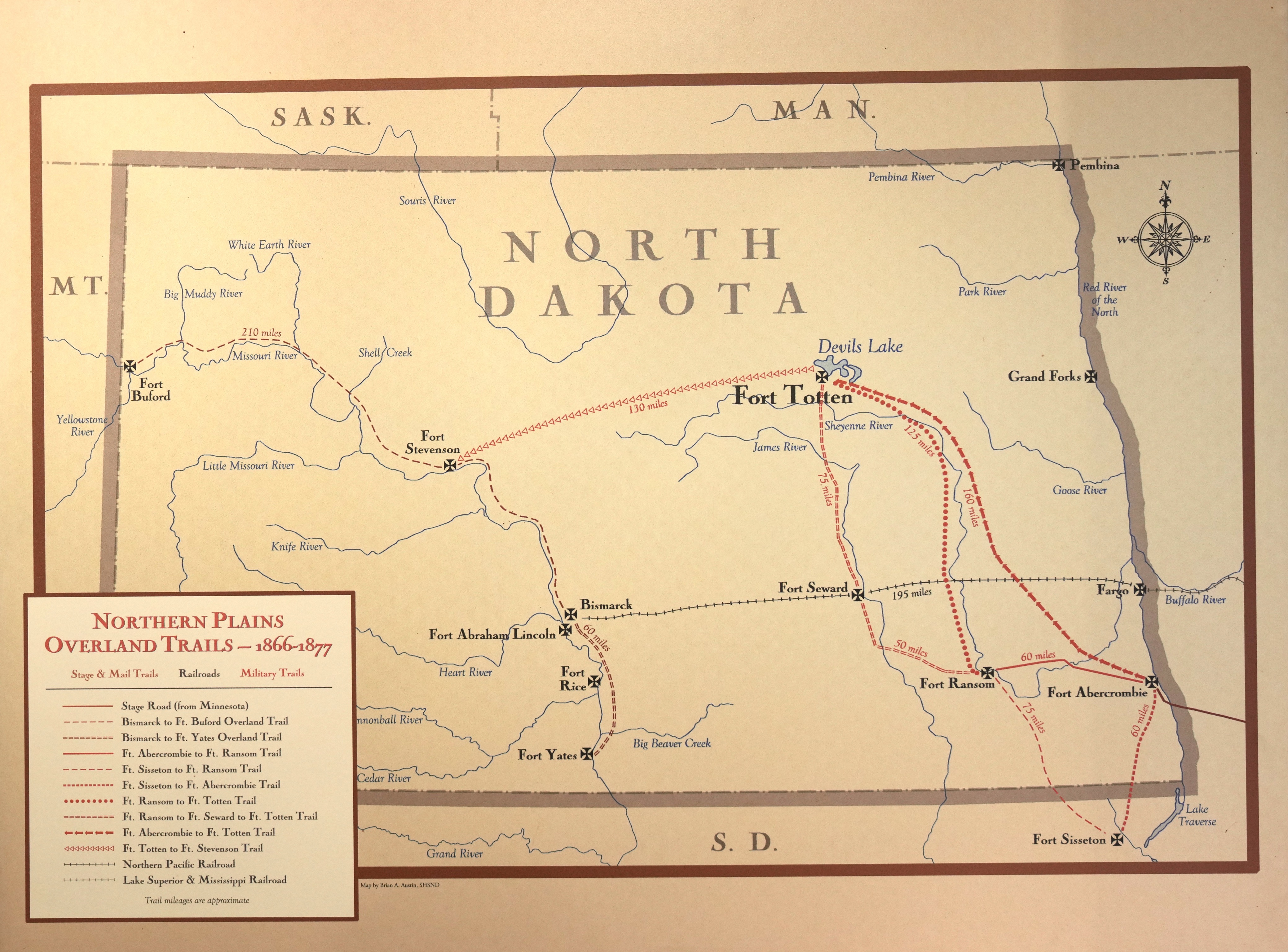
Routes over land in North Dakota tussen 1866 en 1877

In 1802 moest Spanje het gebied opnieuw afstaan aan Frankrijk, maar Frankrijk verkocht het uitgestrekte Louisiana aan de Verenigde Staten in de bekende Louisiana Purchase. Het gebied werd als Louisiana Territory een deel van de Verenigde Staten. In 1805 en 1806 werd het gebied bezocht door de expeditie van Lewis en Clark. Ze volgden de Missouri vanuit South Dakota en staken de rivier over bij het huidige Bismarck. Bij het huidige Washburn, 55 kilometer noordelijker, bouwden de expeditieleden Fort Mandan, waar de groep overwinterde. Tijdens deze pauze vergaarden de leden van de expeditie informatie over de lokale indianenstammen en hun cultuur. Ook werd hier de Métis Toussaint Charbonneau en zijn vrouw Sacagawea, een Shoshone-indiaanse, gerekruteerd voor de tocht, voornamelijk om hun kennis van de indianen in het gebied en als vertaler. In het voorjaar van 1805 ging de expeditie weer verder westwaarts, per kano, langs de Missouri waar de oorsprong van de rivier werd verkend.
In 1812 werd het Louisiana Territory hernoemd tot het Missouri Territory. In 1818 werd het deel van het Britse Rupertland ten zuiden van 49° N verkregen door middel van een ruil met de Britten. Vanaf 1821 was het latere North Dakota geen onderdeel meer van het Missouri Territory, maar was het een "ongeorganiseerd" deel van de Verenigde Staten. Vanaf 1834 behoorde het oosten van South Dakota tot opeenvolgend tot het Michigan Territory (1834-1836), het Wisconsin Territory (1836-1838), het Iowa Territory (1838-1846) en het Minnesota Territory (1849-1858). Het westen van North Dakota behoorde van 1854 tot 1861 tot het Nebraska Territory. Van 1854 tot 1858 vormde de Missouri voor een groot deel de grens tussen het Nebraska Territory in het westen en het Minnesota Territory in het oosten. De vestiging van Europeanen in het gebied was echter zeer beperkt in deze periode. Wel werden er enkele verdragen afgesloten tussen de Amerikanen en de indianen. Dit vormde de basis voor indianenreservaten.
Ten slotte werd in 1861 het Dakota Territory opgericht waarbij het oostelijke deel dat tot 1858 tot het noordwesten van Minnesota Territory had behoord, werd samengevoegd met het noordelijke deel van het voormalige Nebraska Territory. Naast het huidige North en South Dakota lagen ook delen van het huidige Montana, Wyoming en Nebraska in het Dakota Territory.

### Groei
In 1871 werd Fargo gesticht, aan de oever van de Red River in het uiterste oosten van de staat. In hetzelfde jaar begon de bouw van een spoorweg, de Northern Pacific Railway, van Saint Paul/Minneapolis in Minnesota naar Oregon aan de Pacifische Oceaan. In juni 1872 bereikte de spoorweg Fargo en een jaar later, in juni 1873, bereikte de spoorweg de oevers van de Missouri nabij Bismarck. De bouw van de spoorweg gebeurde in het Dakota Territory echter in een vijandig gebied en de verkenners en de bouwlieden van de spoorwegmaatschappij werden vaak aangevallen door indianen. Hiertoe kregen ze bescherming van het Amerikaanse leger. De spoorwegmaatschappij had grote delen land ontvangen van de Amerikaanse overheid. De verkoop van dit land garandeerde de nodige fondsen voor de aanleg. Al het andere land bleef eigendom van de federale overheid, die het gratis wegschonk aan kolonisten (homesteaders). De komst van de spoorweg in Fargo in 1872 was ook de start van de "Dakota Boom", een eerste sterke stijging van het aantal inwoners van Europese origine. In eerste instantie ging het voornamelijk om de vallei van de Red River, op de grens van Dakota met Minnesota. Het klimaat in de regio was, voornamelijk in de winter, relatief koud, maar was wel uitermate geschikt voor de verbouwing van tarwe. De meeste kolonisten waren Duitse en Scandinavische immigranten met grote families. Zij verzonden grote hoeveelheden tarwe naar het oosten (Minneapolis) en lieten werktuigen en huishoudmateriaal aanvoeren vanuit het oosten. Bismarck werd gesticht in 1872 als "Edwinton" op een plaats die voorheen "Missouri Crossing" werd genoemd (naar de expeditie van Lewis en Clark). Een jaar later werd het via spoorweg verbonden met het oosten en kreeg het stadje de naam Bismarck, naar Otto von Bismarck, in de hoop zo Duitsers aan te trekken. Fargo, in het oosten van de staat, kreeg de bijnaam "Gateway to the West" (poort naar het westen). In 1883 werd Bismarck de hoofdstad van het Dakota Territory.
In 1889 werden North en South Dakota als deelstaat van de Verenigde Staten erkend. Men koos ervoor om het gebied te splitsen in een noordelijk en een zuidelijk deel omdat de blanke nederzettingen zich ook apart in het noorden en zuiden bevonden.

### Staat North Dakota

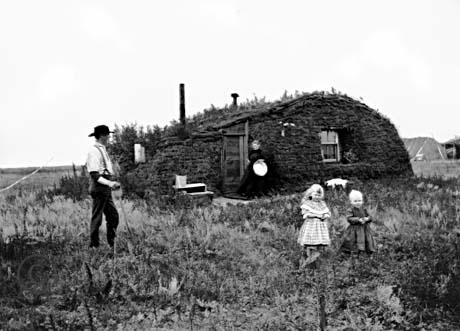
Homesteaders in 1898 in Milton: een zoon van Noorse immigranten bouwde in 1896 dit huis uit veenplaggen.

De overheid van de nieuwe staat wilde de staat promoten om nieuwe immigranten aan te trekken. Daartoe creëerden ze de zogeheten ""Mythe van North Dakota". Deze boodschap bestond uit drie delen: het mythische beeld van een "tuin", een filosofie van werken en "winnen" (de realisatie van de American Dream met huiseigenaarschap door hard werk) en het beeld van een rijk land in wording, gebouwd door goede en eerlijke mensen. Grote aantallen nieuwe immigranten kwamen naar North Dakota vanaf 1910.

### Twintigste eeuw
In het westen van North Dakota vond er, dankzij hoge olieprijzen, in de late jaren 70 en vroege jaren 80 een sterke groei plaats in de olieontginning. In de jaren 80 eindigde deze groei wanneer de olieprijzen opnieuw daalden. Vanaf 2000 groeide de tewerkstelling weer sterk, voornamelijk in het westen van North Dakota, wederom door de olie-exploitatie (in het Bakkenolieveld).

## Geografie
De staat North Dakota behoort tot de Great Plains en beslaat 183.272 km², waarvan 178.839 km² land is. De staat behoort tot de Central tijdzone, afgezien van het zuidwesten, dat in de Mountaintijdzone ligt.
North Dakota grenst in het noorden aan Canada, in het westen aan de staat Montana, in het oosten aan Minnesota en in het zuiden aan South Dakota.
De belangrijkste rivier is de Missouri. Op de Missouri liggen twee grote stuwmeren: Lake Sakakawea en Lake Oahe. Het hoogste punt in het vlakke North Dakota is de top van White Butte (1069 m).

Köppenklimaatzones in North Dakota

Het grootste deel van North Dakota heeft een gematigd landklimaat (Dfb) met neerslag gedurende het hele jaar. Ondanks de koude winters is dit klimaat relatief geschikt voor landbouw. De zomers zijn immers bijna subtropisch te noemen. De koude winters daarentegen zorgen ervoor dat er weinig wintervaste natuurlijke vegetatie is. De neerslag varieert echter sterk van het oosten (matige neerslag) naar het westen (semiaride). De natuurlijke begroeiing in North Dakota is prairie, een type grasland.

## Demografie en economie
In 2000 telde North Dakota 672.591 inwoners (3,67 per km²). De grootste stad is Fargo, dat vlak bij de grens met Minnesota ligt en samen met Moorhead (Minnesota) de agglomeratie Fargo-Moorhead vormt. In 2013 werd het inwoneraantal op 723.393 geschat. 
5% van de bewoners is van Indiaanse afkomst. In de staat liggen uitgestrekte reservaten. 47,2% is van Duitse afkomst, gevolgd door Noren die zo'n 30% van de bevolking uitmaken.
Het bruto product van de staat bedroeg in 2001 19,0 miljard dollar, het minste van alle staten. Landbouw en daaraan gerelateerde activiteiten waren het belangrijkst, inmiddels is dat de oliewinning, waardoor deze staat al jaren lang booming is, zowel in economische zin, in persoonlijke welvaart en in procentuele bevolkingsgroei.

### Talen
In 2010 sprak 94,86% (584.496) van de North Dakotans ouder dan 5 jaar Engels als hun moedertaal. 5,14% (31.684) sprak een andere taal dan Engels. 1,39% (8.593) sprak Duits, 1,37% (8.432) sprak Spaans, en 0,30% (1.847) sprak Noors. Andere talen die gesproken werden zijn onder andere Servokroatisch (0,19%), Chinees (0,15%), Japans (0,15%), Frans (0,13%) en Indiaanse talen.
In 2010 sprak 2,5% van de mensen Duits naast hun moedertaal Engels.

## Bestuurlijke indeling
North Dakota is onderverdeeld in 53 county's.

## Politiek

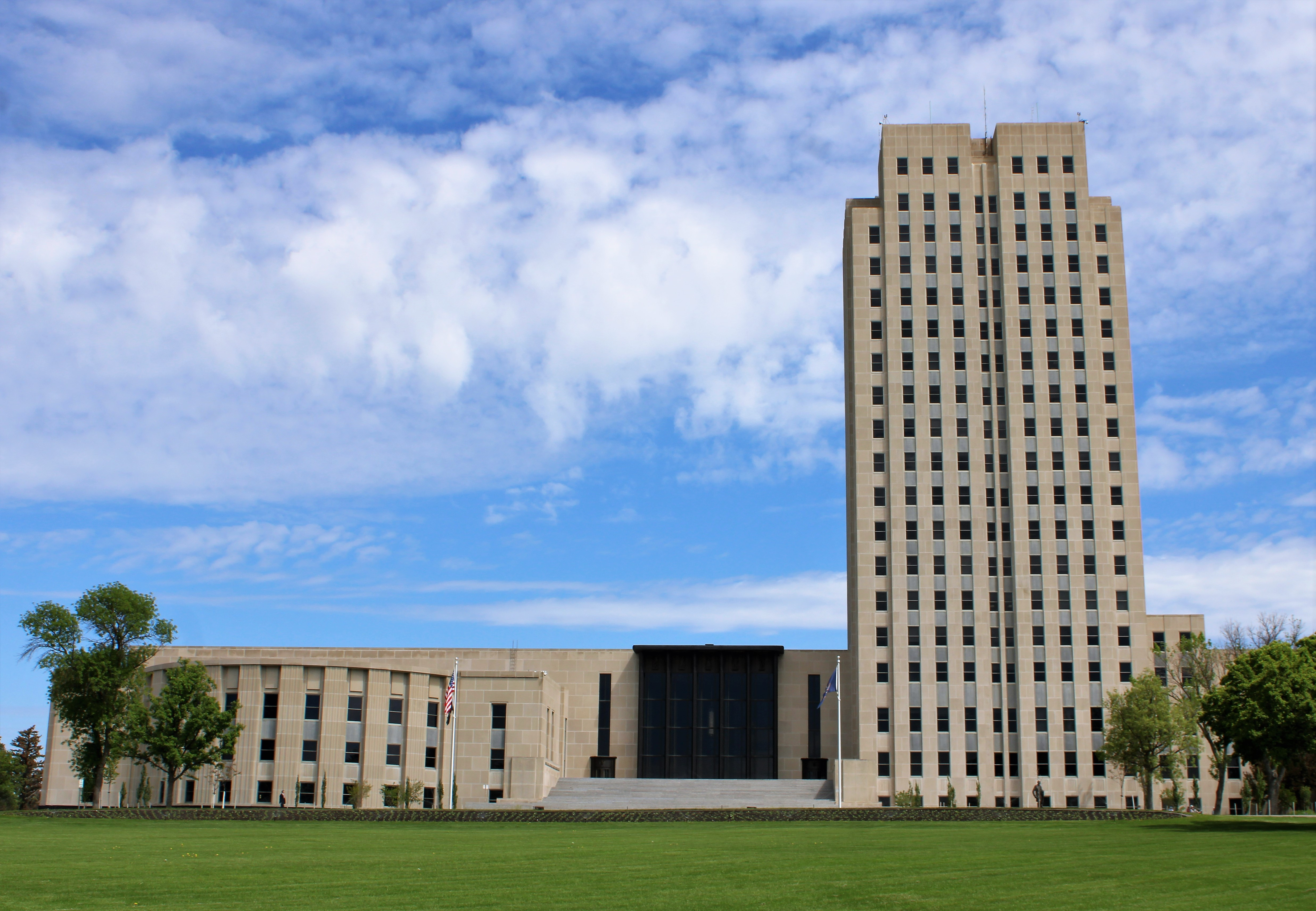
De regeringszetel van de staat North Dakota in Bismarck (2022)

Aan het hoofd van de uitvoerende macht van North Dakota staat een gouverneur, die direct gekozen wordt door de kiesgerechtigden in de staat. De huidige gouverneur is Kelly Armstrong van de Republikeinse Partij. Hij werd verkozen bij de gouverneursverkiezingen van 2024 en trad aan op 15 december van dat jaar.
De wetgevende macht bestaat uit het Huis van Afgevaardigden van North Dakota (North Dakota House of Representatives) met 94 leden en de Senaat van North Dakota (North Dakota Senate) met 47 leden.